# Cozido

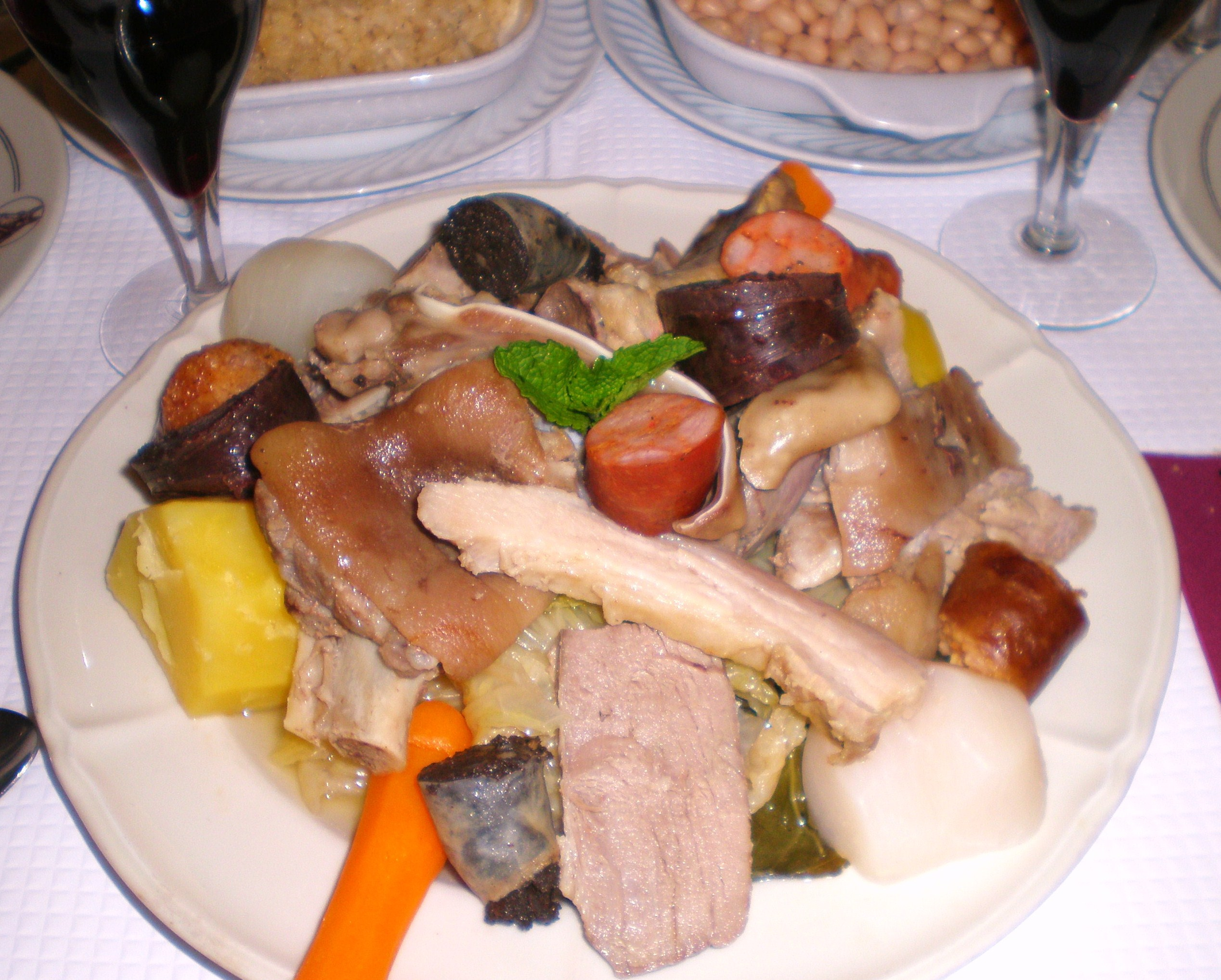
En portion cozido

Cozido à portuguesa är en klassisk maträtt från Portugal, (en slags köttgryta), en traditionell maträtt som äts som huvudrätt i Spanien, Portugal, Brasilien och andra spansktalande och portugisisktalande länder.

## Etymologi
På portugisiska, heter ordet cozido (uttal: europeisk: [kuˈzidu], brasiliansk: [koˈzidʊ]) betyder "tillagad" ,"kokt", eller "bakad", perfekt particip av verbet cozer ("att tillaga", "att koka", or "att baka"). Spanska cocido är en kognat.
På spanska, cocido (Uttal: iberisk spanska: [koˈθiðo], latinamerikansk spanska: [koˈsiðo]) är perfekt particip av verbet cocer (att tillaga), så cocido betyder bokstavligen "något tillagat". 